# My Little Pony - Mentina magico Natale
My Little Pony - Mentina magico Natale (My Little Pony: A Very Minty Christmas) è un film d'animazione realizzato in CGI del 2005 diretto da Vic Dal Chele e destinato direttamente al mercato home video. Nel DVD è incluso anche il cortometraggio Danzando fra le Nuvole, in precedenza distribuito insieme al pony Star Catcher nel 2004.
In Italia il film è uscito il 1º dicembre 2005 in VHS, mentre nel 2009 è uscito anche in DVD ridoppiato con i nomi originali e con il cortometraggio Danzando fra le Nuvole. Il DVD sarebbe dovuto uscire con il titolo My Little Pony - Un Natale speciale a Ponyville, ma per motivi sconosciuti è stato mantenuto il titolo vecchio. È stato trasmesso su Cartoonito il 25 dicembre 2014.

## Trama
A PonyVille è periodo di festa, perché il grande bastone caramellato che annuncia il Natale è stato esposto. Serve per indicare la strada della città a Babbo Natale, ma Mentina, un'abitante di PonyVille, lo rompe accidentalmente, facendo perdere a PonyVille la sua aria di festa e facendo piombare i pony nella tristezza, e toccherà a lei rimediare al guaio che ha combinato.

## Personaggi
| Nome originale  | Nome italiano     | Caratteristiche |
| --------------- | ----------------- | --- |
| Minty           | Mentina           | Pony dal manto verde menta. Criniera e coda rosa vivo e rosa caldo. Come simbolo ha tre caramelle alla menta rotonde. Ama tutte le cose di colore verde.          |
| Pinkie Pie      | Nastrina          | Pony dal manto rosa. Criniera e coda rosa pallido. Come simbolo ha tre palloncini. Le piace giocare.                                                              |
| Rainbow Dash    | Colorella         | Pony dal manto azzurro. Criniera e coda color arcobaleno. Come simbolo ha due nuvole bianche unite da un arcobaleno.                                              |
| Star Catcher    | Polvere di Stelle | Pegaso dal manto bianco. Criniera e coda bianchi azzurri e rosa. Come simbolo ha un cuore rosa. Può parlare con le farfalle.                                      |
| Thistle Whistle | Fischiarella      | Pegaso dal manto turchese. Criniera e coda gialli e rosa vivo. Come simbolo ha dei fiori.                                                                         |
| Cloud Climber   | Nuvolina          | Pegaso dal manto bianco. Criniera e coda viola. Come simbolo ha una farfalla e due nuvole.                                                                        |
| Sweetberry      | Golosina          | Pony dal manto rosa profondo. Criniera e coda viola e verdi. Come simbolo ha una foglia verde a cui sono attaccati un fiore e una fragola. Le piace fare i dolci. |
| Cotton Candy    | Morbidella        | Pony dal manto rosa. Criniera e coda bianchi e celesti. Come simbolo ha un cono gelato. Proprietaria del bar di Ponyville. Le piace chiacchierare.                |
| Triple Treat    | Teresina          | Pony dal manto viola. Criniera e coda gialli rosa e ciclamino. Come simbolo ha un lecca lecca un gelato e un biscotto.                                            |
| Sparkleworks    | Brillina          | Pony dal manto arancione. Criniera e coda rosa profondo. Come simbolo ha dei fuochi d'artificio. Le piacciono le cose che brillano.                               |
| Sunny Daze      | Esterella         | Pony dal manto bianco. Criniera e coda gialli arancioni rosa vivo e viola. Come simbolo ha un sole. Le piace il surf, sciare e fare le capriole.                  |

## Colonna sonora
Le canzoni sono opera di Mark Watters (musica) e Lorraine Feather (testi).
1. That's What I Love About Christmas - Tabitha St. Germain
2. Nothing Says Christmas Like A New Pair of Socks - Tabitha St. Germain
3. The Magic Of Christmas - Lenore Zann
4. That's What I Love About Christmas Reprise - Tabitha St. Germain

Nella versione italiana le canzoni sono state tradotte e cantate dai rispettivi doppiatori.